# Augusta Maria de Holsácia-Gottorp
Augusta Maria de Holstein-Gottorp (Schleswig, 6 de fevereiro de 1649 - 25 de abril de 1728,  foi uma princesa alemã. Ela era filha de Frederico III, Duque de Holstein-Gottorp e Maria Isabel da Saxônia.